# Boarmia loxocyma
Boarmia loxocyma är en fjärilsart som beskrevs av Turner 1917. Boarmia loxocyma ingår i släktet Boarmia och familjen mätare. Inga underarter finns listade i Catalogue of Life.